# Félix Oreamuno y Jiménez
Félix de Oreamuno y Jiménez (Cartago, Costa Rica, 4 de septiembre de 1792 - Cartago, Costa Rica, 23 de febrero de 1834) fue un militar costarricense, firmante del Acta de Independencia de Costa Rica en 1821 y oficial monárquico en la primera guerra civil de Costa Rica.

## Datos familiares
Fue hijo de Joaquín de Oreamuno y Muñoz de la Trinidad, comandante general de las armas de Costa Rica del 29 de marzo al 5 de abril de 1823, y Florencia Jiménez y Robredo. Casó el 18 de marzo de 1820 con Ramona Carazo y Alvarado, hija de Francisco Carazo y Soto Barahona y Ana Jacoba de Alvarado y Baeza, hermana esta del vicario Pedro José de Alvarado y Baeza.

## Actividad militar y política
Fue integrante de las milicias de Costa Rica y alcanzó el grado de teniente. En 1831 era ayudante del teniente coronel del segundo batallón de Cartago, don Tranquilino de Bonilla y Herdocia.
Fue regidor del Ayuntamiento de Cartago en 1820 y 1821. En esa calidad le correspondió ser uno de los signatarios del Acta de Independencia de Costa Rica suscrita en Cartago el 29 de octubre de 1821, que también firmaron su padre, su tío don Salvador de Oreamuno y Muñoz de la Trinidad y tres de sus cuñados Carazo.
Fue elegido por el vecindario de la villa de Ujarrás como su representante en la Junta de Legados de los Pueblos, asamblea constituyente que el 1.º de diciembre de 1821 emitió la constitución provisional conocida como Pacto de Concordia. En octubre de 1822 el vecindario de Cartago lo nombró para representarlo en una reunión que se celebró en Alajuela para decidir sobre la permanencia de Costa Rica en el Imperio Mexicano de don Agustín I, la cual no llegó a una decisión concluyente.
Como consecuencia del golpe militar del 29 de marzo de 1823, que llevó al poder a su padre, fue designado alcalde primero de la ciudad de Cartago, cargo que ejerció durante pocos días.

## Batalla de Ochomogo y actividades posteriores
Fue oficial de las tropas monárquicas en la batalla de Ochomogo, y por deserción de su tío Salvador de Oreamuno y otros oficiales, quedó al mando de sus fuerzas, y negoció la capitulación con las tropas republicanas, que después fue desconocida por el caudillo republicano Gregorio José Ramírez Castro. Fue arrestado, conducido a San José y encarcelado durante varios meses. Junto con otros líderes monárquicos, se le procesó y se le condenó a degradación y confinamiento, pero después de un tiempo se le indultó.
En diciembre de 1824 fue elegido como alcalde tercero constituconal de la ciudad de Cartago para el año 1825, pero declinó el cargo. En 1825 fue elegido como miembro suplente del Consejo Representativo del Estado (Poder Conservador).
El 5 de febrero de 1828 el Poder Ejecutivo lo nombró agrimensor general del Estado, cargo al que renunció en septiembre de 1830.
El 2 de marzo de 1829 fue elegido como magistrado suplente de la Corte Superior de Justicia, pero declinó el cargo y se admitió su excusa el 25 de abril de 1829.
En enero de 1830 fue elegido alcalde primero constitucional de Cartago, último cargo público que ejerció.